# Memoriile unui antisemit
Memoriile unui antisemit (în germană Memoiren eines Antisemiten) este un roman scris de Gregor von Rezzori, publicat inițial în anul 1979 în limba germană, ca parte dintr-o trilogie destinată descrierii societății europene din prima jumătate a secolului XX.

## Prezentare generală
Autorul "Memoriilor unui antisemit", Gregor von Rezzori, s-a născut în Bucovina Imperiului Austro-Ungar, și-a petrecut copilăria în Austria, la diferite școli, iar vacanțele în România din perioada interbelică. Pe aceasta o va evoca chiar în romanul respectiv .
Toate aceste modificări s-au reflectat în romanul "Memoriile unui antisemit". Titlul cărții este destul de înșelător, cei care încă mai cred că este vorba despre un roman antisemit, care lovește în imaginea evreilor, se înșală. Autorul face o radiografie a societății interbelice din diferite spații: România și Bucovina, Austria, Germania sub ocupația lui Hitler și se termină cu o rememorare a tuturor evenimentelor din viața sa din Italia.

## Structura romanului
Romanul "Memoriile unui antisemit" este structurat în cinci capitole diferite, "Skușno", "Tinerețe", "Pensiunea Lonwinger", "Fidelitate", "Pravda" și poate fi considerat un "Bildungsroman" pentru că prezintă, pe etape, devenirea unui tânăr. Poveștile copilăriei dintr-o Bucovină patriarhală, aflată la întrepătrunderea mai multor spații și identități, descriu relațiile dintre români, austrieci și evrei și în ce măsură era posibilă relaționarea dintre ei. Polaritatea acestor comunități este foarte bine evidențiată prin simplele fapte de separație între austrieci și evrei sau austrieci și români. Copiii nu aveau voie să se joace împreună, fapt evidențiat în capitolul "Skușno", nu le era permis să vorbească unii cu alți, iar ura le era indusă de cei mari prin diferite replici sau atitudini jignitoare la adresa națiilor "josnice".
Narațiunea este când alertă și are un ritm energic, ținând cititorul cu sufletul la gură, făcându-l să-și dorească să afle cât mai mult despre peripețiile tânărului care se confruntă cu primele instincte sexuale, cu viața din București, când lentă și melancolică, atunci când romanul devine o pagină autentică de jurnal.
Capitolul care evidențiază cel mai bine problema evreilor este "Fidelitate". Trăind în Austria, naratorul își face imediat prieteni evrei. Merge la chefurile lor, se împrietenește cu o evereică, și își vor purta toată viața o afecțiune, care de multe ori poate fi confundată cu dragostea. În acelasi timp, însă, în interiorul lui se duce o luptă între ceea ce a fost învățat acasă și în școală despre evrei și plăcerea lui de a sta printre ei. Imaginea tatălui, fidel steagului Austriei chiar și atunci când Bucovina devine parte a României, îi apare mereu în minte și îi pune nenumărate întrebări despre cum ar trebui să se poarte și ce ar trebui să facă pentru a fi fidel nației din care face parte.
Cartea merită citită pentru că este un document de epocă impresionant, stilul povestirii te prinde repede, iar poveștile de dragoste sunt impresionante pentru că au aerul boem al perioadei interbelice, iar multe dintre ele sunt interzise și stigmatizate.